# Kappa Trianguli Australis
Kappa Trianguli Australis (κ Trianguli Australis förkortat Kappa TrA, κ TrA) som är stjärnans Bayer-beteckning, är en ensam stjärna i den södra delen av stjärnbilden Södra triangeln. Den har en skenbar magnitud på 5,08 och är synlig för blotta ögat där ljusföroreningar ej förekommer. Baserat på parallaxmätning inom Hipparcosuppdraget på ca 2,7 mas, beräknas den befinna sig på ett avstånd av ca 1 200 ljusår (ca 370 parsek) från solen. 

## Egenskaper
Kappa Trianguli Australis är en gul till vit superjättestjärna av spektralklass G3/5 Ib. Den har en massa som är ca 7 gånger solens massa, en radie som är ca 50 gånger solens och utsänder från dess fotosfär ca 1 760 gånger mer energi än solen vid en effektiv temperatur på ca 4 700 K.
Kappa Trianguli Australis är en halvregelbunden långperiodisk variabel (SRD:). Den varierar mellan skenbar magnitud +5,08 och 5,11 med en period av 600 dygn.